# Florian Köster
Florian Köster (* 3. Mai 1983) ist ein deutscher Schauspieler.

## Leben
Kösters Vater ist der Sänger Gerd Köster, seine Tante zweiten Grades ist die Komikerin Gaby Köster. 2002 bestand er sein Abitur.

## Schauspielkarriere
1997 war er im Kinderkrimi Schräge Vögel als Teenager Dennis zu sehen.
Bekannt wurde Florian Köster vor allem durch seine Rolle als David Krämer in der Fernsehserie Lindenstraße, die er von 2001 bis 2003 in den Folgen 792 bis 914 verkörperte. 2004 spielte er eine Episodenrolle als Sven Meister in einer Folge der RTL-Serie Die Sitte.

## Filmografie (Auswahl)
- 1997: Schräge Vögel
- 2001 bis 2003: Lindenstraße
- 2004: Die Sitte (Fernsehserie, 1x02)